# Give Me All Your Luvin'
Give Me All Your Luvin' — пісня американської співачки Мадонни, перший сингл з дванадцятого студійного альбому MDNA. Написаний французьким музикантом Мартіном Солвейгом та випущений 3 лютого 2012 року.

## Див. більше
Перелік синглів Мадонни